# 前进村站
前进村站位于中华人民共和国湖北省武汉市汉阳区，是武汉地铁6号线的地铁车站。

## 车站结构
鹦鹉大道与洲头南路十字路口，沿鹦鹉大道布置。

### 楼层分布
| 地面     | 地面               | 出入口                               |  |  |
| 地下一层 | 站厅               | 售票机、客服中心、武漢通充值、洗手間 |  |  |
| 地下二层 |                    | █ 6号线 往新城十一路（建港）         |  |  |
|          | 岛式站台，左侧开门 |                                      |  |  |
|          |                    | █ 6号线 往东风公司（国博中心北）     |  |  |

### 車站出口
|                                                 |      |                                                                                              |
| 出口編號                                        | 設施 | 建議前往的目的地                                                                             |
| A                                               |      | 鸚鵡大道 洲頭五路、洲頭街新五里社區衛生服務站、中國電信股份有限公司洲頭分局、濱江·怡暢園     |
| B                                               |      | 鸚鵡大道 兩湖路、漢陽區洲頭街政務中心、洲頭派出所、濱江·怡暢園、長新社區、鋁廠小區、長航新村 |
| C                                               |      | 鸚鵡大道' 攔江堤路、前進集貿市場、萬福國際廣場、倒口南村、物業小區、向陽小區、前進小區       |
| D                                               |      | 鸚鵡大道 洲頭南路、中國郵政儲蓄銀行、武漢亞太調味食品有限公司、武漢天龍黃鶴樓酒業有限公司    |
| 注： 設有升降機 \| 設有輪椅升降台 \| 設有洗手間 |      |                                                                                              |

## 运营信息
- 6号线首末班车时间

## 鄰近地點
新五里、滨江·怡畅园、倒口南村、复地·海上海、长新社区、恒大御景湾等。

### 内部链接
- 武汉地铁车站列表